# Allium subtilissimum
Allium subtilissimum är en amaryllisväxtart som beskrevs av Carl Friedrich von Ledebour. Allium subtilissimum ingår i släktet lökar, och familjen amaryllisväxter. Inga underarter finns listade i Catalogue of Life.